# Pilar Altamira García-Tapia
Pilar Altamira García-Tapia (Riaza, Segovia, 10 de agosto de 1939 - Campello, Alicante, 18 de enero de 2021) fue una escritora y conferenciante española, licenciada en Ciencias Biológicas, que dedicó gran parte de su vida a recuperar el legado de su abuelo Rafael Altamira y Crevea.

## Reseña biográfica
Nació el 10 de agosto de 1939 en la casa de verano de sus padres en Riaza (Segovia) y se crio en Madrid, donde se licenció en Ciencias Biológicas por la Universidad Complutense. Mujer independiente y activa, desde joven practicó todas las artes, en especial el Teatro y la Literatura. También se preocupó por la educación y en 1979 montó con un grupo de profesores el primer instituto de enseñanza secundaria de su pueblo natal. Ese mismo año, con su hermana Paloma y con el pintor italiano Romano Giuddice, organizó el primer Certamen de Pintura al Aire Libre de Riaza. Al mismo tiempo, se formó en Antroposofía, y en especial en el Arte de la Palabra, de la que era una gran maestra.
Tras la celebración del Congreso Internacional dedicado a Rafael Altamira en Alicante en 1987, se encargó de la recuperación de la figura y la obra de su insigne abuelo mediante artículos, conferencias, reedición de libros y organización de congresos en España y América, entre los que destaca el Congreso “La Huella de Altamira” de 2011 en Madrid, en el marco del Año Internacional Altamira, que incluyó actos en Madrid, Alicante, Sant Joan, Valladolid, Oviedo, México, Argentina y París. Además, fue presidenta de la Sección de Derechos Civiles “Rafael Altamira” del Ateneo Científico, Literario y Artístico de Madrid, entidad de la que fue candidata a la presidencia en dos ocasiones, e inauguró en 2018 el Centro Cultural “Rafael Altamira” de Madrid, instalado en el antiguo palacete de la Quinta de la Fuente del Berro.
Como escritora, colaboró con numerosos medios escritos y digitales (El Norte de Castilla, Información, La Clave, Canelobre...) y publicó once libros de diferentes temáticas: biografías, colección de artículos, ensayo, viajes, cuentos para niños… Entre ellos, destacan Relatos de tierra adentro, La palabra olvidada, Cruzando fronteras o Diálogos con Rafael Altamira. También ha dedicado un libro a su abuelo materno, el célebre otorrinolaringólogo Antonio García-Tapia.
Pilar Altamira estuvo casada con el farmacéutico Francisco Ramos Escalada, con el que tuvo seis hijos. Todos los que la conocieron destacan de ella su humanidad, su cultura, su brillo personal, su fuerza y su determinación en todo lo que hacía. Nunca se rendía ante ningún obstáculo y siempre estaba dispuesta a colaborar con todo el mundo.

## Distinciones
- El 29 de enero de 2021, a propuesta de Compromís, y respaldada por el resto de partidos políticos con representación municipal (PP, Cs, Vox, PSPV, Podem, RED y EU), el Pleno del Ayuntamiento de El Campello acordó, en la sesión plenaria de enero, iniciar los trámites administrativos para dedicar una calle o plaza a la escritora y conferenciante Pilar Altamira García-Tapia, muy vinculada a El Campello.
- Ver noticia en la Prensa.